# Идзава, Тадаси
Идзава Тадаси (яп. 伊澤正|いざわただし|idzawa tadaɕi, 15 мая 1953, Япония) — японский государственный деятель, дипломат. Чрезвычайный и Полномочный Посол Японии на Украине в (2008-2011) гг.

## Биография
Родился 15 мая 1953 года. В 1976 году окончил Токийский университет, юридический факультет.
В 1982 окончил Школу Кеннеди при Гарвардском университете (США), магистр администрации.
С июня 1982 — заместитель директора Бюро торговой политики по Америке и Океании.
С 1984 — заместитель директора Департамента природных ресурсов и нефтепереработки.
С июня 1986 — Заместитель директора, Генеральный директор Секретариата внутренних дел.
С июля 1989 — секретарь, министр.
С июля 1990 — Главный отдел планирования, Международное агентство по атомной энергии для атомной промышленности.
С мая 1991 — Директор японского представительства Центра развития торговли в Брюсселе.
С июля 1994 — директор по связям с общественностью секретариата министра.
С июля 1995 — директор агентства по атомной промышленности
С июля 1997 — директор по вопросам торговой политики Бюро по вопросам регионального сотрудничества и Департамента экономического сотрудничества.
С августа 1999 — директор по планированию, природных ресурсов нефтяного отдела
С мая 2000 — спецпредставитель Министерства иностранных дел Японии.
С июля 2001 — Заместитель директора секретариата министра торговли по международной торговой политики.
С 2008 по 2011 — Чрезвычайный и Полномочный Посол Японии в Киеве.